# 眭依凡
眭依凡，中华人民共和国教育部长江学者特聘教授，浙江师范大学教授，主要从事高等教育管理研究。

## 著作
- 《理性捍卫大学》
- 《大学校长的教育理念与治校》
- 《大学的使命与责任》
- 《教育发展理论研究》
- 《高等教育学》